# Льюїсбург (Кентуккі)
Льюїсбург (англ. Lewisburg) — місто (англ. city) в США, в окрузі Логан штату Кентуккі. Населення — 748 осіб (2020).

## Географія
Льюїсбург розташований за координатами 36°59′14″ пн. ш. 86°57′1″ зх. д. / 36.98722° пн. ш. 86.95028° зх. д. (36.987230, -86.950188).  За даними Бюро перепису населення США в 2010 році місто мало площу 3,05 км², з яких 3,01 км² — суходіл та 0,04 км² — водойми.

## Демографія
Згідно з переписом 2010 року, у місті мешкало 810 осіб у 353 домогосподарствах у складі 214 родин. Густота населення становила 265 осіб/км².  Було 437 помешкань (143/км²).
Расовий склад населення:
| - 97,5 % — білих - 0,7 % — чорних або афроамериканців |

До двох чи більше рас належало 1,5 %. Частка іспаномовних становила 0,9 % від усіх жителів.
За віковим діапазоном населення розподілялося таким чином: 21,4 % — особи молодші 18 років, 59,3 % — особи у віці 18—64 років, 19,3 % — особи у віці 65 років та старші. Медіана віку мешканця становила 41,9 року. На 100 осіб жіночої статі у місті припадало 94,7 чоловіків;  на 100 жінок у віці від 18 років та старших — 93,6 чоловіків також старших 18 років.
Середній дохід на одне домашнє господарство  становив 44 275 доларів США (медіана — 32 500), а середній дохід на одну сім'ю — 59 748 доларів (медіана — 46 944). Медіана доходів становила 40 667 доларів для чоловіків та 23 864 долари для жінок. За межею бідності перебувало 19,6 % осіб, у тому числі 22,8 % дітей у віці до 18 років та 21,0 % осіб у віці 65 років та старших.
Цивільне працевлаштоване населення становило 284 особи. Основні галузі зайнятості: виробництво — 33,8 %, освіта, охорона здоров'я та соціальна допомога — 14,8 %, будівництво — 12,3 %, роздрібна торгівля — 10,6 %.